# Spółgłoska zwarta języczkowa dźwięczna
Spółgłoska zwarta języczkowa dźwięczna – rodzaj dźwięku spółgłoskowego występujący w językach naturalnych, oznaczany w międzynarodowej transkrypcji fonetycznej IPA symbolem [ɢ].

## Artykulacja

### Opis
W czasie artykulacji tej spółgłoski:
- modulowany jest strumień powietrza wydychany z płuc, czyli jest to spółgłoska płucna egresywna
- tylna część podniebienia miękkiego zamyka dostęp do jamy nosowej, jest to spółgłoska ustna
- prąd powietrza w jamie ustnej uchodzi wzdłuż środkowej linii języka – spółgłoska środkowa
- tylna część języka dotyka języczka – jest to spółgłoska języczkowa
- Dochodzi do całkowitego zablokowania przepływu powietrza przez jamę ustną i nosową, a następnie do przerwania utworzonej blokady i wybuchu (plozji) – jest to spółgłoska zwarta.
- wiązadła głosowe periodycznie drgają, spółgłoska ta jest dźwięczna

### Warianty
Opisanej powyżej artykulacji może towarzyszyć dodatkowo:
- wzniesienie środkowej części grzbietu języka w stronę podniebienia twardego, mówimy wtedy o spółgłosce zmiękczonej (spalatalizowanej): [ɢʲ]
- przewężenie w gardle, mówimy spółgłosce faryngalizowanej spółgłosce: [ɢˤ]
- zaokrąglenie warg, mówimy wtedy o labializowanej spółgłosce [ɢʷ]

Spółgłoska może być wymówiona:
- z rozwarciem bez plozji, mówimy wtedy o spółgłosce bez plozji: [ɢ̚].
- tylko częściowo dźwięcznie, mówimy wtedy o spółgłosce ubezdźwięcznionej: [ɢ̥]
- dysząco dźwięcznie (ang. breathy voice), mówimy wtedy o spółgłosce przydechowej (dźwięcznej): [ɢ̤], [ɢʱ]

## Przykłady
Spółgłoska ta jest rzadka w językach świata, ze względu na trudność w utrzymaniu dźwięczności w niewielkiej przestrzeni między głośnią a miejscem jej artykulacji. Pojawia się:
- w języku perskim: غذا [ɢæˈzɒ] "żywność"
- w języku somalijskim: Muqdisho [muɢdiʃɔ] "Mogadiszu"